# José Barrientos-Rastrojo
José Barrientos Rastrojo (Sevilla, 1977), es profesor en la Universidad de Sevilla y director de la Revista Internacional de Filosofía Aplicada HASER, Director Adjunto de la Revista Argumentos de Razón Técnica  y codirector de la Cátedra de Hermenéutica Analógica y de la Revista Hermes Analógica. Escribió el primer libro sobre historia de la Filosofía Aplicada u Orientación Filosófica en lengua española, fundó y es uno de los actuales presidentes de la Red Iberoamericana de Investigación en Filosofía Aplicada. Asimismo, dirigió el International Conference on Philosophical Practice, máximo evento de la profesión.
Ha realizado estancias en Princeton University con Peter Singer, en Harvard University, en la University of Cambridge, en La Universidad de Chicago, en la University of Tokyo, en la Universidade de Sao Paulo y en la UNAM con Mauricio Beuchot entre otras instituciones de educación superior. Por otro lado, ha dirigido más de dos decenas de investigaciones entre tesis doctorales, de Master y de Grado.
Es autor de más de doscientas publicaciones y de más de cien conferencias y ponencias expuestas en América, Asia, África y Europa.
Sus temas de investigación son la Filosofía Aplicada y la Experiencialidad. Este último tema lo ha desplegado en los últimos años en varios formatos académicos incluyendo un grupo de investigación, el primer proyecto experimental internacional, con sedes en Noruega, México y Croacia, y varios congresos y eventos académicos en varios países. Actualmente, vincula Filosofía Aplicada y Cooperación al Desarrollo con un proyecto internacional en cárceles y Casas Hogar que está siendo financiado por la Unión Europea.

## Filosofía Aplicada
La Filosofía Aplicada (Philosophical Practice) u Orientación Filosófica (Philosophical Counseling) es una rama de la filosofía que utiliza los mecanismos de racionalidad, entendida en su amplio espectro, para el enfrentamiento, disolución y clarificación de cuestiones y problemas de individuos y grupos. Sobre esa base, existen consultas de orientación filosófica para individuos y para parejas y dinámicas grupales filosóficas. 
Barrientos Rastrojo ha determinado dos formas de desarrollo de la Filosofía Aplicada: la Filosofía Aplicada Lógico-Argumental, o FALA, y la Filosofía Aplicada Experiencial, o FAE. La primera se funda en elementos de la retórica, la dialéctica, la lógica informal, el análisis conceptual y la historia del pensamiento. La segunda se funda en elementos de racionalidades alternativas como la simbólica, la poética y la narrativa para una transformación integral del sujeto. 

### Filosofía Aplicada Lógico-Argumental
Barrientos Rastrojo definió la Filosofía Aplicada en su libro Resolución de conflictos según la Mediación y la Filosofía Aplicada en los siguientes términos: 
Proceso de clarificación y/o conceptualización de cuestiones relevantes (significativas y/o esenciales) para el consultante donde el objetivo del orientador es la mejora del acto de pensamiento de este último y/o depuración de sus contenidos veritativos y el resultado acostumbra a ser el bien-estar de la persona

Esta obra ha explicado el sentido de cada uno de los términos implicados en esta definición.
La limitación de la racionalidad implícita en esta dinámica (véase cuadro de la derecha), el intento de introducir las racionalidades filosóficas en el quehacer del orientador filosófico y la separación que se daba entre lo que el consultante determinaba racionalmente y el resto de sus dimensiones personales (sentir, volición, adhesiones) condujo a la reflexión de la Filosofía Aplicada Experiencial.

### Filosofía Aplicada Experiencial
Consiste en un trabajo donde lo que prima no es la reflexión conceptual sino la generación de experiencia en los individuos o los grupos que conduzca a transformaciones esenciales en la persona. Se basa en la idea de que son las experiencias de la vida las que determinan la identidad de las personas y los grupos y sobre ellas se construyen sus creencias, ideas, sentimientos y determinaciones.

En este sentido, Barrientos ha defendido esta orientación de la profesión como sigue:
Proceso de generación, y monitorización, de ex-periencias (directas o indirectas) para el consultante, y de las disposiciones precisas para que su vivencia se transforme en experiencial con el objetivo de provocar traslados ontológicos que generen nuevas comprensiones de la realidad y de sí mismo. Tales intelecciones estarán dirigidas hacia la profundización existencial (maduración ontológica y autenticidad o cercanía a la verdad ontológica) y/o a la disolución de conflictos. Tal actividad tendrá presente el uso de gnoseologías anagógicas e intuitivas y la promoción de los ítems precisos para desarrollarlas.
Desde aquí, el autor ha desarrollado el concepto de experiencialidad que se está estudiando a diversos ámbitos del saber como la educación, la psicología, la estética, la enfermería o la política entre otros.

## Experiencialidad
La experiencialidad consiste en realizar un abordaje de diversos universos desde la experiencia de la vida. Una epistemología experiencial se vincula con el aprendizaje propio de quien ha padecido experiencias cruciales que lo han transformado, una estética experiencial descansa en entender la obra de arte como punto de partida para un cambio crucial en la vida y una enfermería experiencial aquella que analiza cómo ciertas experiencias que disponen al paciente ante la vida y la muerte lo transforman radicalmente.
Algunos ejemplos de experiencias de la vida serían los siguientes: la muerte de la pareja con la que se convivió durante cincuenta años, el nacimiento de un hijo muy querido, la pérdida de un brazo o una pierna en un deportista de élite o el descubrimiento de la primera infidelidad en la historia afectiva personal. Todas estas circunstancias conducen a un replanteamiento existencial que comienza por una mutación de las bases de la propia identidad. Al mutar el propio ser, el resto de las dimensiones lo hacen con él. 
En la medida en que algunas de las principales mutaciones experienciales del sujeto se contemplan en dos áreas, la mística y la estética, un análisis de cómo se produce en estos campos la experiencia produciría un mayor conocimiento de este factor. Por otro lado, la sabiduría es el resultado (regulativo al menos) de las experiencias de la vida; por ello, acceder a los medios por los que éste adquiere su saber es básico para este universo. Por último, filósofos como Ortega y Gasset, María Zambrano, Julián Marías, José Luis Aranguren, Eduard Spranger o Hans Georg Gadamer han indagado en este concepto mediante los términos "experiencia de vida" y "Erlebnis"; por ende, este es el cuarto campo en el que abreva esta disciplina. 
El estudio de estas cuatro regiones disciplinares se une al análisis de los condicionantes o disposiciones que incentivan el desarrollo de la experiencialidad: humildad, apertura, equilibrio, fascinación ante lo imprevisto, consumación de cada circunstancia, coraje, paciencia, sutileza para escuchar el ritmo, retiro poblado y aceptación. Asimismo, existe varios escenarios experienciales que facilitan la aparición del saber de la experiencia: el viaje suicida, la epistemología evidencial, la hermenéutica anagógica, la incentivación del acontecimiento y la conversión del acto filosófico en una actividad ontológica.
El trabajo experiencial se podría utilizar tanto para comprender las motivaciones "no racionales" de individuos o grupos o para incentivar el cambio de actitudes de los sujetos. Este es el motivo de su relación inicial con la Filosofía Aplicada.